# 院外援华集团
院外援华集团是一股亲蒋反共的极右势力，它是由国民党官僚和美国伙伴组成的。这些美国伙伴大多数是反共分子以及一些“不择手段追求权力的政客”。早在四十年代初期，蒋介石为争取美援，派宋子文赴美活动，用重金收罗了一些美国代理人；后来又有孔祥熙父子和宋美龄在美的活动，拉拢和收买商界、政界、军界、宣传界和宗教界的人士，这样就逐渐形成了美国的院外援华集团。他们或奔走于美国政界，游说于议会走廊，影响美国的政策的制定与实施；他们或活动于工商财贸新闻宣传界，为蒋帮设在美国的各类机构办事；他们一箭双雕，借助于援蒋而又在美国政坛排斥略持开明见解的美国军政人士。总之，它是美国一部分幕后统治者与蒋介石集团持久的密切结合的产物。